# Minagrion franciscoi
Minagrion franciscoi é uma espécie da ordem Odonata. Foi descrita em 2016.

## Distribuição
Minagrion franciscoi é endêmica ao estado de Minas Gerais, no Brasil.
Esta espécie é conhecida em apenas duas localidades do Parque Nacional da Serra da Canastra em Minas Gerais, com área de ocupação (AOO) de 8 km² e extensão de ocorrência (EOO) de 2.477 km². 

## Descrição
O protórax é dorsalmente listrado em preto e azul acinzentado. Área ventral e pernas amarelo-esbranquiçadas. Possui um abdômen amarelo, com dois somitos azuis no fim, e um cerco de tom âmbar.

## Conservação
A região da nascente do Rio São Francisco, dentro do Parque Nacional da Serra da Canastra, recebe turistas diariamente, o que aumenta nos feriados e períodos de férias. Em recente expedição, Guillermo-Ferreira e Vilela notaram lixo nas margens do riacho próximo à nascente, fato alarmante, visto que este é o único habitat conhecido dessa espécie.
Porém, esta espécie parece ter sido descoberta quando já estava ameaçada.